# 林基路

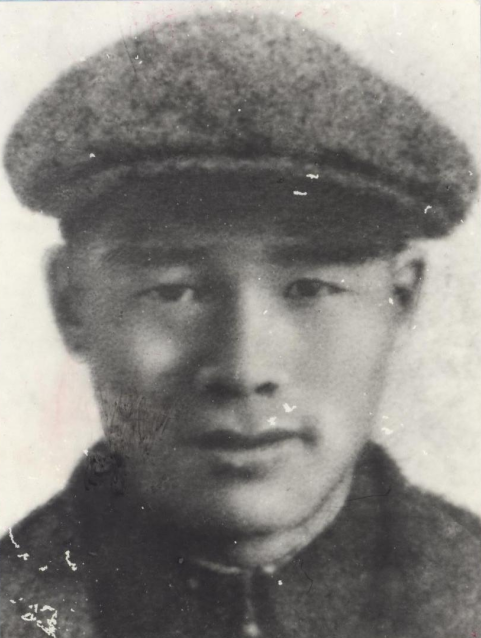
林基路烈士像

林基路（1916年4月17日—1943年9月27日），原名林为梁，男，广东台山人，中国共产党干部，青年活动家，新疆省官员。

## 生平
林基路出生于广东台山一个较为富裕的律师家庭。12岁时，林基路已是台山县任远中学学生会主席，并任校刊《骆驼》主编，常写杂文、诗歌及小说抨击时政。1931年九一八事变后，发表《只有一战》一文，主张全中国人民为民族生存而抗战到底。1932年秋，林基路转到上海学习。1933年加入中国共产主义青年团。
1933年10月，经组织同意，林基路到日本留学，入东京明治大学学习政治经济学。留学日本期间，创办了《杂文》、《东流》、《诗歌》、《文艺科学》等刊物，还成立了中共东京支部。在中共东京支部领导下，中国留日学生成立“中国留日学生联合会”、“留东妇女会”等组织，同南京国民政府驻日本使馆及留日学生中的亲国民党势力进行了斗争。林基路还发起成立“中华留日剧人协会”，上演《复活》、《雷雨》等剧目。1935年，林基路加入中国共产党。
抗日战争爆发前夕，林基路放弃学业，回到上海。1937年9月，根据中共中央指示，中共上海地下党决定输送一批干部赴延安从事抗日文化工作，林基路、周扬、艾思奇、何干之等人奉派抵达延安，林基路留在中央党校学习。
1938年初，应盛世才之邀，中共中央从延安选派一批干部赴新疆工作，林基路是其中之一，被任命为新疆学院教务长。任内，林基路提出“学用合一”教学方法，将延安中国人民抗日军政大学的校训“团结、紧张、严肃、活泼”定为新疆学院的校训，在教师中倡导理论联系实际。林基路组织新疆学院师生唱《我们在太行山上》、《义勇军进行曲》等抗日救亡歌曲，召开抗日救亡演讲会。他还亲自编写抗日话剧《扬子江风暴》、《黄河之滨》并任导演，公开演出，开创了新疆新型的话剧运动。林基路在迪化各族青年中影响很大，一时成为青年领袖。
1939年初，林基路被盛世才调任阿克苏行政区教育局局长，后来又调任库车县县长。在库车县任职期间，林基路深入基层了解民情，大力清理冤假错案，惩治贪官。林基路还亲自设计并动员民众兴建了库车县城内大桥，又题写“龟兹古渡，团结新桥”八个大字。他亲率民众兴建长1200米、宽0.8米、高2米的防洪大坝（中华人民共和国成立后被命名为“林基路大坝”），以解除库车县城夏季水患，又改善水利设施，促进农业发展。他还将库车县里的接官亭改建为孤儿院，收养120余名孤儿。他向各界筹款兴办了维吾尔族小学，以及一所民汉合校，甚至亲自到偏远山区办起了全新疆第一所柯尔克孜族小学，使库车县大部分适龄儿童均有受教育机会。林基路调到库车县任职后，1939年周恩来乘飞机赴苏联治病途经新疆，将林基路的妻子陈茵素从延安带到新疆迪化，1939年10月陈茵素到库车县后，任第四国民小学教师兼库车县妇女会主任。林基路夫妇组织妇女缝纫组生产自救，每年三八妇女节组织妇女开纪念会，讲解妇女节的来历与意义。林基路还组织妇女儿童到医院体检，儿童健康者发奖。1941年6月，林基路调离库车县。行前，库车县城各族民众夹道相送，有些维吾尔族老人还与他相拥而泣。
1942年1月，林基路任乌什县县长。为稳定物价，林基路主持成立了乌什县平价委员会，处罚囤积牟利的奸商。他还亲手绘制出乌什县区划水系草图。
1942年9月，毛泽民、陈潭秋、林基路等在新疆的中国共产党党员及家属被盛世才扣押。不久，毛泽民、陈潭秋、林基路等人被投入监狱。在狱中，林基路遭受严刑拷打，几度晕死。但他坚持不屈，在审讯中揭露盛世才的阴谋，宣传中国共产党人在新疆的功绩。1943年9月27日深夜，毛泽民、陈潭秋、林基路在迪化被盛世才秘密杀害，林基路年仅27岁。
1950年春，当年盛世才手下的执法队队长张思信在武威落网，随即被押解到迪化，经中共新疆分局社会部部长刘护平审讯，张思信交代了1943年9月27日深夜处决毛泽民等人的情况，以及同年10月扒坟拍照的情况。张思信还在六道湾坟场指认出毛泽民、陈潭秋、林基路的遗骸。刘护平等人将三位烈士遗骸放入棺中重新安葬，每位烈士坟前立下一个高2尺的木碑，并简单举行了祭奠仪式。
1950年8月，刘护平的一位当年的维吾尔族狱友向他报告，有人在北京西单商场见到很像李英奇（当年盛世才手下的公安管理处处长、审判委员会副主任）的人在摆烟摊。刘护平当即电告北京市公安局协助查清。不久，李英奇、富宝廉等人被捕并被押至乌鲁木齐。1950年冬，李英奇、富宝谦、张思信等杀害毛泽民等人的凶手被公审处决。1956年7月初，毛泽民、陈潭秋、林基路的灵柩被移至乌鲁木齐市革命烈士陵园重新安葬。

## 著作
林基路在狱中写下《思夫曲》、《囚徒歌》等诗歌，经陈谷音谱曲后，在狱中广泛传唱。《囚徒歌》的结尾是：“囚徒，新的囚徒；坚定信念，贞守立场！掷我们的头颅，奠筑自由的金字塔，洒我们的热血，染成红旗，万代飘扬！”《囚徒歌》被选入《革命烈士诗抄》。

## 家庭
- 妻：陈茵素（陈文瑛）（1916年12月18日-2008年2月11日）广东台山人。[6]
- 长女：林令婉，出生在广东台山。大学毕业后在地质勘测队工作。[2]
- 子：林海洪，出生在新疆库车县，是林基路唯一的儿子，也是林基路的亲生子女中唯一见过父亲林基路者。出生当天正是古尔邦节，林基路为儿子起名叫“库尔班阿洪”，人们省称为“阿洪”。回到延安后，当地人将阿洪讹传为海洪，成为他正式的名字。长大后加入中国人民解放军空军。[2]
- 次女：林枚，出生在新疆迪化的监狱。毕业后主动要求到父亲林基路战斗、牺牲的地方工作，被分配到驻新疆空军部队气象处工作。[2]
- 养女：在库车时，林基路收养过一位贫苦的维吾尔族小姑娘，把她当作林海洪的姐姐，教她认字、唱歌，她也像姐姐一样照顾林海洪。林基路夫妇被盛世才逮捕投入监狱后，这个小姑娘下落不明。[2]